# 夸克模型

圖一：偽純量介子九重態。八重態的組成部份用綠色表示，而單態則用品紅色表示。八重道這個名字就是從這個分類中推論出來的。

在粒子物理學上，夸克模型（英語：Quark Model）是一種根據強子內價夸克種類的強子分類方案，而價夸克就是強子內的夸克和反夸克，它們是強子量子數的源頭。夸克是“SU(3)味對稱”或八重道的基礎，這個分類方案成功將1950至60年代所發現的大量較輕的強子妥當編組。它在1960年代後期得到了實驗確認，至今仍是一套既正確又有效的分類法。夸克模型在1964年分別由默里·蓋爾曼和喬治·茨威格獨立提出（另見）。時至今日，夸克模型已被標準模型所吸收，並成為了它的一部份，標準模型指的是已確立的強相互作用和電弱相互作用的量子場論。
強子並不“基本”，並可被視為“價夸克”及其反夸克的束縛態，而“價夸克”及其反夸克就是強子量子數的源頭。這些量子數是識別強子的標籤，可分為兩種。一種從龐加萊對稱{\displaystyle J^{PC}}而來，其中J、P和C分別代表總角動量、宇稱和電荷共軛對稱。
而其餘的則是味量子數，例如同位旋、奇異數和魅數等如此類推。把夸克束縛在一起的強相互作用並不會受到味量子數的影響，因此在同一味多重態的不同味量子數組成的強子能擁有系統性的質量和耦合關係。
所有夸克的重子數皆被定為1⁄3。上、魅和頂夸克的電荷為+2⁄3，而下、奇和底夸克的電荷則為-1⁄3。反夸克的全部量子數相反。夸克的自旋為1⁄2，因此是費米子。由於每一夸克和反夸克都各自遵守蓋爾曼-西島關係，因此它們加總而成的集合亦都會遵守該關係。
介子是由價夸克─反夸克對所組成（因此強子數為0），而重子則由三個夸克組成（因此強子數為1）。本條目所討論的是上、下、奇這三種味的夸克模型（形成味的SU(3)近似對稱）。也有較多味的通用化夸克模型。

## 歷史
在新的實驗技巧發現出許多粒子後，開發分類方案便成了一個及時的問題，因為不可能這麼多粒子全都是基本粒子。這些發現使得沃爾夫岡·泡利驚呼：“要是早知道會這樣，我就從事植物學研究算了”，而恩里科·費米則對學生利昂·萊德曼說：“年輕人呀，如果我能記住所有粒子的名字，那麼我就是植物學家了。”這些新的實驗方案為實驗物理學家們贏得了諾貝爾獎，當中包括在這些許多開發前端的路易斯·阿爾瓦雷茨。用較少的構成物來把強子構建成束縛態就可以把手上的“動物園”妥當編組。之前的幾個提案，例如恩里科·費米和楊振寧的（1949年），還有坂田昌一的坂田模型（1956年），都能夠讓人滿意地將介子分類，但卻無法應付重子，因此並不能解釋所有實驗數據。
由默里·蓋爾曼和西島和彥所提出的蓋爾曼-西島關係，使得蓋爾曼發明了八重道的分類，當中還包括了尤瓦勒·內埃曼於1961年的獨立重要貢獻。強子分為SU(3)表示多重態、八重態和十重態，由於強相互作用的關係，所以各態中的強子質量大致相同。蓋爾曼-大久保質量公式將強子多重態中各粒子細小的質量差異定量，由SU(3)的明顯對稱性破缺所控制。
十重態中自旋為3⁄2
Ω−
重子是該分組的重要預測。在布魯克黑文國家實驗室發現了它之後，蓋爾曼於1969年因八重道的研究而獲頒諾貝爾物理學獎。
蓋爾曼和獨立的喬治·茨威格最終在1964年辨識出八重道所隱藏的。他們假定了基本費米子構成物的存在，它當時尚未被觀測到，可能以後都不會看到它的自由形態，而它用一種既經濟又緊密的方式優雅地了編寫了八重道的基礎，使強子分類變得更加簡單。當時強子的質量差異被視為是組夸克質量的結果。
人類在此之後還花了十年才對這些夸克意想不到的性質——和物理現實（見夸克）——更加地瞭解。它們違反直覺地永遠不能被分開觀測（夸克禁閉），但它們一直與其他夸克結合來形成整套強子，然後向外界提供大量關於被囚夸克本身的資訊。相反地，夸克在量子色動力學中扮演着定義的角色，量子色動力學是負責完全描述強相互作用的理論；而八重道現在則被理解成由最輕的三種夸克味對稱結構的結果。

## 介子

圖二：自旋為0的偽純量介子所形成的九重態。

圖三：自旋為1的介子所形成的九重態。

八重道分類的是以以下的事實來命名。如果取三種夸克，那麼夸克所處的基本表示就是SU(3)味對稱的3（叫三重態）。而反夸克所處的則是複共軛表示3。這九個態（九重態）可被分離成平凡表示1（單態），以及伴隨表示8（八重態）。這項分解可被寫成：
{\displaystyle \mathbf {3} \otimes \mathbf {\overline {3}} =\mathbf {8} \oplus \mathbf {1} }
圖一所示的就是上述分解對介子的應用。若味對稱是精確的話（限制在只有強相互作用的情況下，在概念上把弱相互作用關掉），則它們的重量應該是一樣的。完整理論的物理內容包括由夸克質量差異所造成的對稱破缺考量，還有把各種多重態（例如八重態和單態）混合的考量。
但是要注意的是，η與η'間的質譜分裂比夸克模型能接受的要大，而這個“η-η'難題”源自強相互作用真空態的各種特性，例如瞬子結構。
介子是重子數為零的強子。若夸克－反夸克對的角動量態為L，自旋為S，則
- {\displaystyle \mid L-S\mid \leqslant J\leqslant L+S}，其中S=0或1，
- {\displaystyle P=(-1)^{L+1}}，其中指數中的1是來自夸克－反夸克對的內在宇稱（英语：Intrinsic parity）。
- 無味介子的{\displaystyle C=(-1)^{L+S}}，有味介子的C則不一定。
- 對同位旋I=1或0的態而言，可定義一個叫G宇稱（英语：G-parity）的乘法量子數（英语：Multiplicative quantum number）{\displaystyle G=(-1)^{I+L+S}}。

若{\displaystyle P=(-1)^{J}}，於是S=1，因此{\displaystyle PC=1}。擁有這稱組合的量子態叫自然宇稱態，其他組合的量子態則叫奇異量子態（例如{\displaystyle J^{PC}=0^{--}}態）。

## 重子

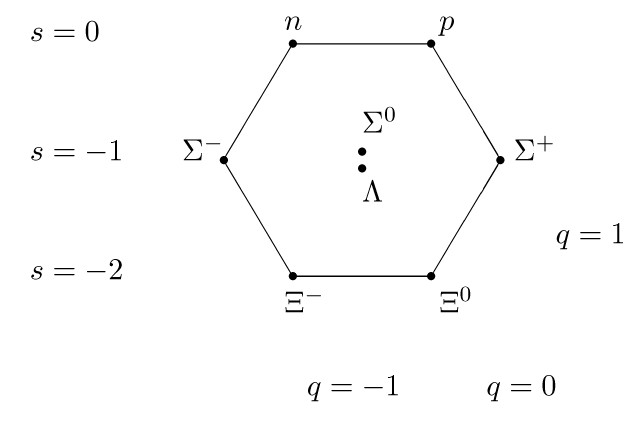
圖四：自旋為1/2的重子所形成的八重態。

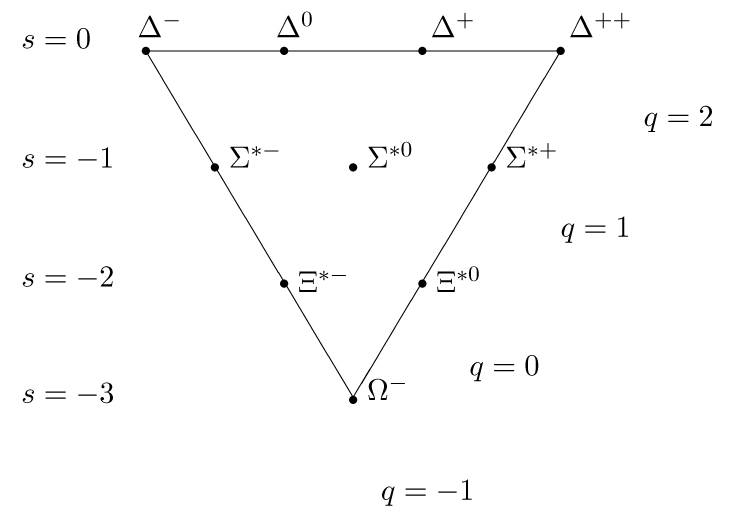
圖五：自旋為3/2的重子所形成的十重態。

由於夸克是費米子，所以根據自旋統計定理在任二夸克的交換下波函數必為反對稱。反對稱的波函數可經由把所有色設為完全反對稱（見下文）但味、自旋及空間皆對稱的情況下得出。三種味時的味分解如下：
{\displaystyle \mathbf {3} \otimes \mathbf {3} \otimes \mathbf {3} =\mathbf {10} _{S}\oplus \mathbf {8} _{M}\oplus \mathbf {8} _{M}\oplus \mathbf {1} _{A}}
第一項是味對稱（以S表示）的十重態，第二及第三項都是味混合（以M表示）的八重態，最後的是反對稱（以A表示）的單態。態的空間和自旋部份有混合，因此得出軌道角動量需立即處理。
有些時候改用夸克基態空間來思考會更有用，三種味各兩種自旋，總數為六態。這種近似對稱叫SU(6)自旋－味對稱。按照此群的分解如下：
{\displaystyle \mathbf {6} \otimes \mathbf {6} \otimes \mathbf {6} =\mathbf {56} _{S}\oplus \mathbf {70} _{M}\oplus \mathbf {70} _{M}\oplus \mathbf {20} _{A}}
56種自旋－味的對稱組合可在SU(3)味對稱下分解為：
{\displaystyle \mathbf {56} =\mathbf {10} ^{\frac {3}{2}}\oplus \mathbf {8} ^{\frac {1}{2}}}
其中上標為重子的自旋S。由於這些態的自旋和味皆對稱，因此它們在空間上也應該對稱——這個條件能透過把軌道角動量L定為0來輕易滿足。它們都是基態重子。
第二項S=1⁄2的重子八重態共有兩種核子（
p+
、
n0
）、三種Σ粒子（
Σ+
、
Σ0
、 
Σ−
）、兩種Ξ粒子（
Ξ0
, 
Ξ−
），以及Λ粒子（
Λ0
）。而第一項S=3⁄2的重子十重態共有四種Δ粒子（
Δ++
、
Δ+
、
Δ0
、
Δ−
）、三種Σ粒子（
Σ∗+
, 
Σ∗0
, 
Σ∗−
）、兩種Ξ粒子（
Ξ∗0
, 
Ξ∗−
），以及Ω粒子（
Ω−
）。
這個模型成功解決的問題還包括重子的混合、多重態內或之間的質譜分裂，以及磁矩。

### 色荷的發現
色量子數是強相互作用特有的量子數，它們與電弱相互作用完全沒有關係。在瞭解到自旋S為3⁄2的Δ++需要三個自旋相同的上夸克和零軌道角動量之後，色荷的發現就成了夸克模型分類的結果。這是因為它的波函數不可能是不對稱的（這是由於泡利不相容原理之故），除非還有隱藏的量子數。奧斯卡·格林伯格於1964年注意到這個問題，並提出夸克應該是仲費米子
。
韓武榮和南部陽一郎在六個月之後提出另一替代方案，若存在三個夸克三重態就能解決這個問題，但是由於這樣色和味不存在對易關係，因此兩者會纏繞在一起
。
完全與其他荷對易並且帶強相互作用荷的色荷現代概念是由威廉·巴丁、哈拉爾德·弗里奇和默里·蓋爾曼於1973年構思出來
。

## 夸克模型以外的態
雖然夸克模型可由量子色動力學理論中推導出來，但是強子的結構卻比模型所能容許的要複雜得多。所有強子的完全量子力學波函數必須包括虛夸克對和虛膠子對，同時亦要容許多種混合。可能有強子位處夸克模型之外。這樣的粒子包括膠球（只含有價膠子）、混合粒子（含有價膠子和夸克）和“奇異強子”（包括四夸克態和五夸克態）。

## 延伸阅读
- S. Eidelman et al. Particle Data Group.  (PDF). Physics Letters B. 2004, 592: 1  [2016-07-09]. Bibcode:2004PhLB..592....1P. arXiv:astro-ph/0406663 . doi:10.1016/j.physletb.2004.06.001. （原始内容存档 (PDF)于2016-03-03）.
- Lichtenberg, D B. . Academic Press. 1970. ISBN 978-1483242729.
- J.J.J. Kokkedee. . W. A. Benjamin. 1969. ASIN B001RAVDIA.

## 另見
- 次原子粒子
- 強子、介子、重子和夸克
- 奇異強子：奇異重子
- 量子色動力學和味 (粒子物理學)